# Vyhlídka Koloděje
Vyhlídka Koloděje je součástí areálu parku Skála v Praze 9 situovaného na jižním okraji městské části Koloděje.

## Základní údaje
Vyhlídka Koloděje se nalézá v městské části Praha 9, na katastrálním území Koloděje, v nadmořské výšce cca 310 m. Je na vrcholu uměle vytvořeného kopce v parku Skála, který je situován na konci Lupenické ulice nacházející se na konci zástavby. V místě dříve bývala skládka.
Z vyhlídky je za dobrého počasí vidět Milešovku, Říp, Bezděz, Ještěd i Sněžku a okolní vesnice. Místem prochází hranice tří katastrů: Stupice ve Středočeském kraji a Koloděje a Hájek u Uhříněvsi v Praze. Na toto trojmezí upozorňuje dřevěné sousoší od sochaře Jaroslava Dvořáka. Na kopci je též vybudováno několik cvičících zařízení, jako kruhy atd.

## Přístup
Kolem vyhlídky vede červeně značená turistická trasa procházející kolem zámku Koloděje a pokračující do Uhříněvsi. Nejbližší zastávkou je autobusová zastávka Koloděje nacházející se rovněž na zmíněné červeně značené trase.

## Galerie

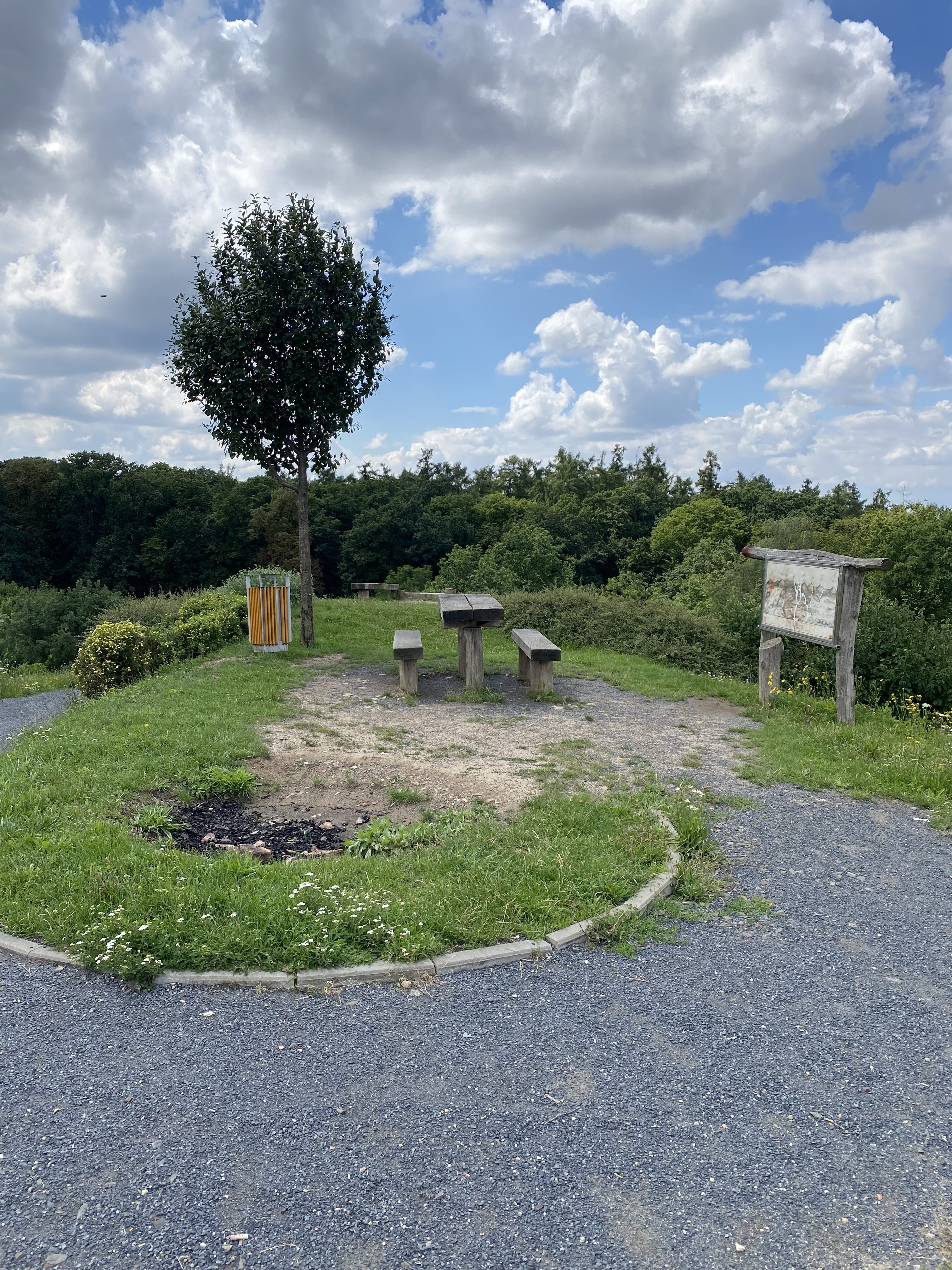
Vrchol vyhlídky
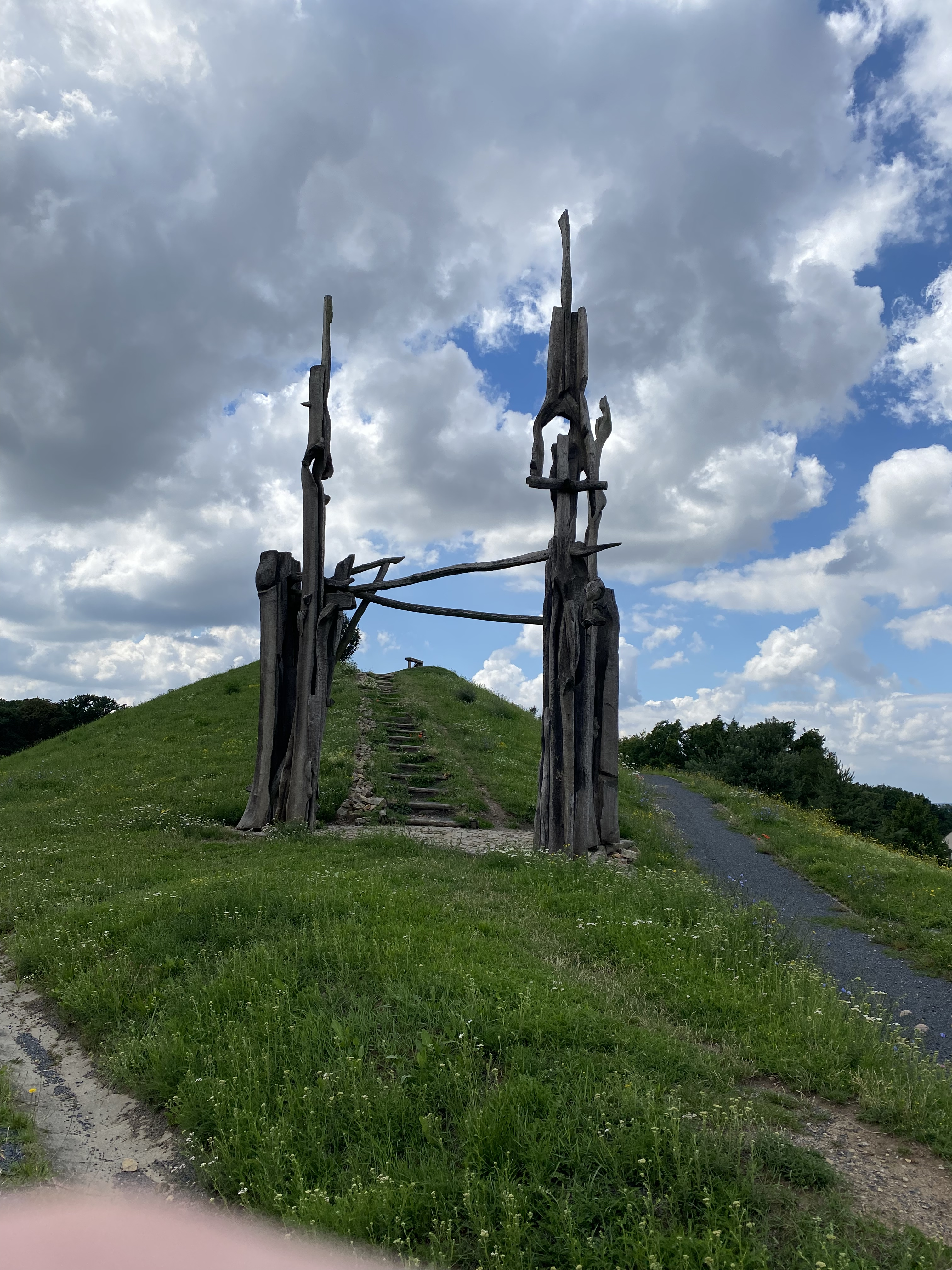
Vstup na vyhlídku
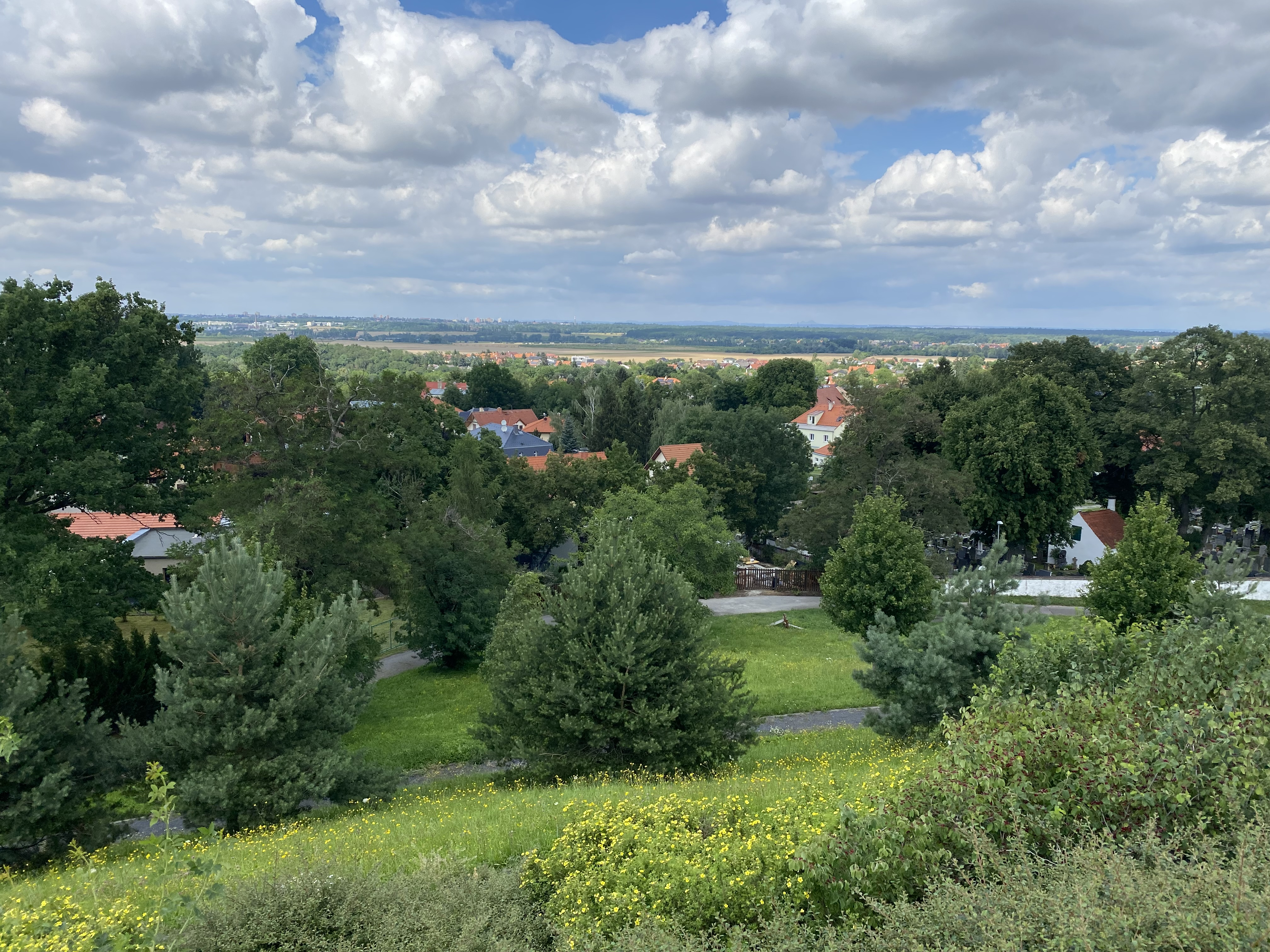
Výhled do okolí
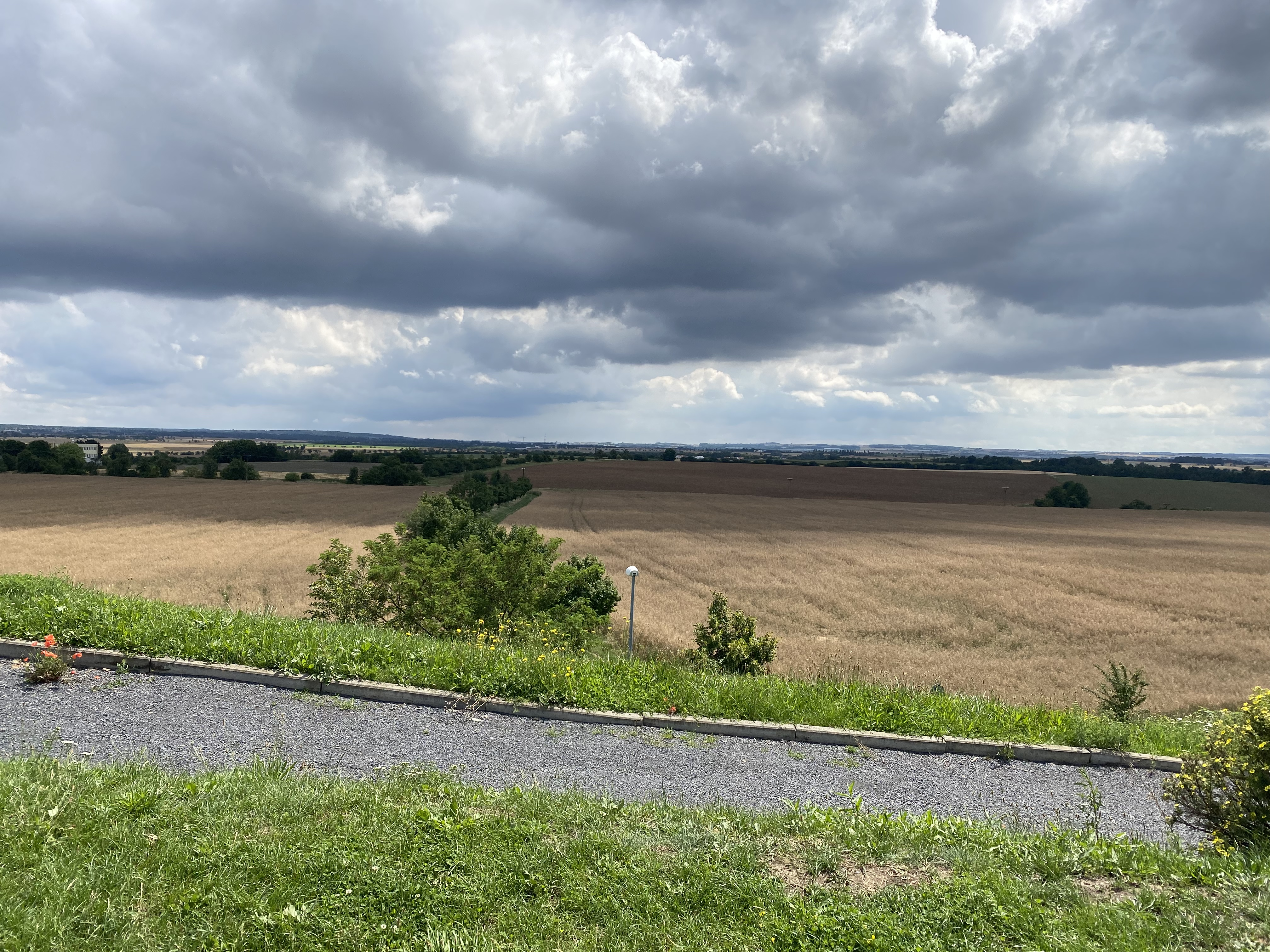
Výhled do okolí